# Pavino Polje
Pavino Polje este un sat din comuna Bijelo Polje, Muntenegru. Conform datelor de la recensământul din 2003, localitatea are 294 de locuitori (la recensământul din 1991 erau 350 de locuitori).

## Demografie
În satul Pavino Polje locuiesc 244 de persoane adulte, iar vârsta medie a populației este de 43,2 de ani (39,2 la bărbați și 47,7 la femei). În localitate sunt 86 de gospodării, iar numărul mediu de membri în gospodărie este de 3,42.
Această localitate este populată majoritar de sârbi (conform recensământului din 2003).
|  |

| Demografie | Demografie | Demografie |
| An         | Locuitori  | Locuitori  |
| ---------- | ---------- | ---------- |
|            |            |            |
|            |            |            |
|            |            |            |
|            |            |            |
| 1948       | 346        |            |
| 1953       | 356        |            |
| 1961       | 476        |            |
| 1971       | 552        |            |
| 1981       | 455        |            |
| 1991       | 350        | 346        |
| 2003       | 297        | 294        |

| \| Componența etnică conform recensământului din 2003[2] \| Componența etnică conform recensământului din 2003[2] \| Componența etnică conform recensământului din 2003[2] \| Componența etnică conform recensământului din 2003[2] \| Componența etnică conform recensământului din 2003[2] \| \| ----------------------------------------------------- \| ----------------------------------------------------- \| ----------------------------------------------------- \| ----------------------------------------------------- \| ----------------------------------------------------- \| \| \| \| \| \| \| \| Sârbi \| Sârbi \| \| 225 \| 76,53% \| \| Muntenegreni \| Muntenegreni \| \| 51 \| 17,34% \| \| Bosniaci \| Bosniaci \| \| 2 \| 0,68% \| \| Croați \| Croați \| \| 1 \| 0,34% \| \| necunoscută \| necunoscută \| \| 8 \| 2,72% \| |              |  |     |        |
| Componența etnică conform recensământului din 2003 |              |  |     |        |
| |              |  |     |        |
| Sârbi | Sârbi        |  | 225 | 76,53% |
| Muntenegreni | Muntenegreni |  | 51  | 17,34% |
| Bosniaci | Bosniaci     |  | 2   | 0,68%  |
| Croați | Croați       |  | 1   | 0,34%  |
| necunoscută | necunoscută  |  | 8   | 2,72%  |